# Ligne de tramway H (SNCV Groupe de Gand Dampoort)
La ligne H est une ancienne ligne de tramway de la Société nationale des chemins de fer vicinaux (SNCV) qui reliait Anvers à Hamme entre 1904 et 1959.

## Histoire
Tableaux : 1931 380

### Traction vapeur

Convoi à vapeur sur le pont franchissant le chemin de fer à Tamise.

La ligne est mise en service en traction vapeur progressivement au début du XXe siècle :
- le 17 novembre 1904 entre la station vicinale d'Hamme (à côté de la gare) et Tamise ;
- le 1er mars 1906 entre Tamise et Bazel ;
- le 15 mai 1908 entre Bazel et Anvers.

L'exploitation de la ligne est confiée par affermage à l'origine par la SA des Vicinaux en Flandres (VF) jusqu'en 1911, puis elle est reprise par la SA des Tramways urbains et vicinaux (TUV). Elle sera reprise directement par la SNCV en 1919. 
Le 1er février 1910, une antenne est mise en service entre Hamme et Basrode.

### Traction électrique
La ligne est progressivement électrifiée en deux étapes en 1931 et 1937, à l'exception de l'antenne de Basrode au trafic très faible qui est fermée en 1936 :
- le 1er septembre 1931 entre Tamise et  Anvers, le dépôt de Rupelmonde assurant alors seul le remisage du service électrique, le dépôt d'Hamme n'étant pas sur la partie électrifiée ;
- le 15 octobre 1937 entre Tamise et Hamme, cette section est entre-temps exploitée par autorail (30 juin-14 octobre 1937).

La ligne est fermée le 19 septembre 1959.

## Infrastructure

### Dépôts et stations
Nom : (gare) : quand le dépôt ou la station est accolé ou proche d'une gare.
Type : D : dépôt , S : station , Sf : si la station sert de gare douanière à la frontière , Sp : si la station est établie dans un bâtiment privé le plus souvent un café ou plus rarement une habitation privée.
| Illustration | Nom        | Type | Commune    | Localisation                | État          | Remarques |
| ------------ | ---------- | ---- | ---------- | --------------------------- | ------------- | --------- |
|              | Hamme      | DS   | Hamme      | 51° 05′ 37″ N, 4° 07′ 52″ E | Démoli.       |           |
|              | Rupelmonde | DS   | Rupelmonde | 51° 07′ 50″ N, 4° 17′ 07″ E | Hors service. |           |

## Matériel roulant

### Automotrices électriques
- Standard.

### Remorques
- Standard.